# 機動警察パトレイバーの登場人物
機動警察パトレイバーの登場人物（きどうけいさつパトレイバーのとうじょうじんぶつ）ではヘッドギアによるアニメ・漫画『機動警察パトレイバー』に登場する架空の人物について述べる。
作品名は以下のように表記する。
- 初期OVA『機動警察パトレイバー アーリーデイズ』→初期OVA版
- 漫画版『機動警察パトレイバー』→漫画版
- 劇場版『機動警察パトレイバー the Movie』→劇場版1
- テレビアニメ版『機動警察パトレイバー』→テレビアニメ版
- OVA版『機動警察パトレイバー』→新OVA版
- 劇場版『機動警察パトレイバー 2 the Movie』→劇場版2
- 劇場版『WXIII 機動警察パトレイバー』→劇場版3
- 実写版『THE NEXT GENERATION -パトレイバー-』→実写版

## 警察関係者

### 特車二課 第二小隊
実写版にも回想の形で登場しているため、配役に関しては「演」の後に記載。
泉 野明（いずみ のあ）
声 - 冨永みーな / 演 - 岡田夏海（実写版の回想シーン）
本作品の主人公の一人。第二小隊一号機フォワード（操縦担当）、階級は巡査。
1978年12月17日生まれ、身長155cm。血液型A型。
北海道苫小牧市出身。実家は酒屋で、自身もやたらと酒に強いが、一旦悪酔いするとタチが悪い。
髪質はクセっ毛。運動が得意。中学時代はバスケットボール部に所属していた。
高校卒業後は北海道を離れ、東京の警察予備学校に入学。レイバー好きが高じて警視庁に入り、特車二課への配属を希望。第三管区警察学校（漫画版では早稲田にある警視庁予備校を経て特機研修校へ転校）を経て警視庁警備部特車二課第二小隊配属後はイングラム一号機フォワードを任せられる。
レイバーの搭乗資格の他に、自動車普通免許も所有しており、普段は50ccのホンダ・スーパーカブC50（八王子工場出向時は自転車）を通勤の足に使っている。
本質的には正義感の強い真っ直ぐな性格で、物事の分別も真面目で模範的である。しかし、のびのびと育ってきた性格形成ゆえに、思考基準は良くも悪くも単純で通俗的でもある。このため、形式的な主義や堅苦しい了見を受け入れにくい一面もあり、当時の現場での評価は極めて良好であるにもかかわらず、警備の方針を巡って上司と口論することもあったため、訓戒処分三回の経験を持っている。
その他周囲との関係では、南雲や熊耳のようなエリートタイプの女性にはやや気後れしやすかったり、自分のペットにずっと「アルフォンス」と名付けていたことから、自分が搭乗するイングラム一号機にその名を付けて可愛がっていたり（アニメ版）、機体に「2の2泉野明」と書いたり（漫画版）、機体の損傷を過度に恐れるなど、ミーハーな面もある。
メカ好きであるが、技術的知識には疎い（特にソフトウェアに関しては無知・無関心）とされているが、具体的にその点が描かれているのは漫画版のみである。映像メディアでは、イングラムをはじめとするレイバーの初期設定から操作に至るまで難なくこなしている。
漫画版ではミーハーな面から一皮剥けて、一人前のレイバー乗りとしても大きく成長し、南雲から「自分の手足のようにイングラムを扱う」と感嘆されるほどに、イングラムを扱うようになった。終盤の対グリフォン戦では、性能面でイングラムを大きく上回るグリフォンを相手に善戦し、最後はBシステム（リミッター）をカットしたグリフォンをも見事に撃破した。戦いが終わった後のイングラムはボロボロであったが、グリフォンの攻撃をギリギリでかわし、致命傷を避けていた。後藤は決着後、その戦いを「泉の圧勝」と評している。
遊馬をもっとも理解出来る人物といえるがゆえ、遊馬のプライベートに立ち会うことも多い。小説版ではその役割が極度に高く、かつキーパーソンにもなることが多い。
自分のルックスなどについては、特に何とも思っていないらしく、街でナンパされて断った後、待ち合わせていた遊馬に「世の中には物好きもいるんだからね」と自分で言ってしまうほどである。
二課在任中には、（劇中の）テレビ番組、ラジオ番組の取材を受けたこともあり、職務中やプライベートの姿を追った「Live 泉野明写真集」も出版されている。劇場版3の脚本準備稿では警官募集のポスターに起用されたこともあるとしている。
およそ3年あまりに渡る特車二課の勤務を経て、小説版では2001年秋の段階で本庁内に新設された装備開発課に遊馬と共に転属となり、劇場版2の時点では篠原重工八王子工場にテストパイロットとして出向している。また、イングラム一号機にも以前ほどの愛着はなくなり、「いつまでもレイバーが好きなだけの女の子でいたくない」と語るなど、大人へと成長している。
実写版では、後に篠原重工のレイバー開発部専属テストパイロットとなり、遊馬と公私に渡り親密な関係であったとされている。
野明のデザインについて、初期段階においてゆうきは「眉毛は太くないと嫌」「眉毛の無い女はいないのと同じ」と指示していた。基本的に少女の面影が濃いデザインだったが、劇場版2では大人びた容姿や表情に変更されている。
原作者たちが仲間内で「もしも実写化したらキャストは…」との話をしていた際に、デザイナーの田島照久が「（野明は）永井真理子が似ている」と発言。作画を担当したゆうきは野明のデザインをした時点では永井を知らなかったが、イメージに合うと合点がいってからは、イメージを寄せて描いていたという。後年、永井真理子がTwitterで『パトレイバー』について言及し、それに感激した ゆうきへの返事で、永井は「『パトレイバー』は私の大切な思い出です」とツイートしている。
篠原 遊馬（しのはら あすま）
声 - 古川登志夫 / 演 - 黒田隆太（実写版の回想シーン）
本作品の主人公の一人。第二小隊一号機バックアップ（指揮担当）（→二号機バックアップ（漫画版第14話〜）→一号機、二号機兼任バックアップ（漫画版第18話〜最終話））。階級は巡査、群馬県前橋市出身。
ひねくれ者で口は悪いが、野明には細やかな心遣いを見せることがある。普段は冷めた性格であるが、その反面繊細な面も持ち、きっかけ次第ではひとつの物事（特に篠原重工がらみの事柄）に、とことん突っ走ってしまう部分もある。そういった性質を、後藤に利用されてしまうこともしばしばである。
漫画版、テレビアニメ版では野明のバックアップのみが担当であるが、初期OVAや劇場版では、第二小隊全レイバーならび第二小隊の現場での作戦の指揮を担当している。しかし、太田や香貫花など暴走しやすいメンバーは、遊馬の指示に反した行動をとることもある。
レイバー製造の最大手・篠原重工の御曹司で、レイバーシステムに関する知識は第二小隊随一である。また、コンピューターやソフトウェアにも詳しい。
兄の死（自動車事故とされている）をきっかけに、篠原重工社長である父親と対立し続けている。女性に関してはちょっとした苦い経験がある。学生時代はラグビー部に所属していた。
実家のことを話題にされるのを嫌う半面、御曹司の立場を利用して、篠原重工側（主に実山親子）に無茶な要求をすることもある。初の対グリフォン戦では、この遊馬の行動が間接的な原因となって、一号機の出動が遅れるという事態を招いている。
野明に対しては、非番の日にデートに誘い映画を見に行ったり、漫画版の最終話でアプローチするなど、好意を持っている様子である。また、篠原重工の賄賂事件で精神的に動揺していた時期には、「何でもする」と気遣う野明に皮肉で体を要求し、彼女を傷つけたこともあった（野明が本気で傷ついたことに気づき、すぐ謝罪している）。
太田とはとことん反りが合わず、それが太田でなければどうでもいいであろう些細なことでも噛み付く。これは太田から遊馬へも同様である。
劇場版2、小説版では野明と共に2001年秋の段階で本庁内に新設された装備開発課に転属となり、御曹司でありながら警察側の人間として篠原重工八王子工場に出向するという、少し複雑な身の上である。それでいて、社内の食堂における食券賭博行為を組織化し、ほとんど胴元として仕切るほどの存在でもあった。またこのころ、同時に自家用車としてフォルクスワーゲン・タイプ2を所有している。なお、野明とは「清い交際」をしていることが、小説版で書かれている。実写版では、その後篠原重工のレイバー開発部主任に納まり、野明と結ばれたことが語られている。
『THE NEXT GENERATIONパトレイバー1 佑馬の憂鬱』においては篠原重工の専務となっている。
後藤 喜一（ごとう きいち）
声 - 大林隆介 / 演 - 瀧伸（実写版の回想シーン）
特車二課第二小隊長を務める警部補。東京都台東区入谷出身。派出所勤務から始まり新宿署を経て本庁公安課に配属されるが、現職へと飛ばされた。
オールバック、三白眼、エラハリ、無表情が特徴。傍目に悪人面だが見た目通り「悪党」。普段は飄々としたとらえどころのない昼行灯を装っているが、かつては公安出身の「カミソリ後藤」「本庁で有名な悪（ワル）」と呼ばれる切れ者だったことが過去を知る他の登場人物から語られている。
全てにおいて無気力、無関心そうでいて、周囲への気配りはさりげなく行う。人的管理においては強制を好まず、各人の自主性を上手く引き出す方針が隊員たちにも伝わっているのか、人望はそれなりに厚い。漫画版では第二小隊全メンバーを事実上関係各所からスカウトし、自ら「ライトスタッフ」と認め、「ミスキャストがあったら監督は降板するぜ」と嘯くなど信頼を寄せている。平均年齢が低く未熟で純粋な部下たちについてはかなり気を回しており、慣れないフォローによる気苦労も多い。基本的に放任主義だが、必要に応じては凄みをきかせて従わせる。唯一同僚である南雲しのぶに対しては頭が上がらない面が目立ち、同時に高い信頼を持つ。また劇場版2でのみ、彼女への好意を持っていることが語られるが、他の作品ではあくまで同僚関係である。
水虫もちで隊舎内ではサンダル履き。ヘビースモーカーで所構わずたばこ（マイルドセブン）をくわえる。記念撮影のために備品を持ち出すなどといった逸脱行為も部隊の特殊性を盾に容認する、隊舎内の冷蔵庫にビールを入れているなど、やりたい放題。第二小隊員は南雲には相応の態度をとるが、後藤には特別気を遣うことはない。デリカシーに欠ける面があり、旧OVA版や劇場版1、劇場版2では臆面もなくクサい表現を口にすることがある。多趣味で競馬、カラオケ、釣り、ゴルフなどに通じている。出身大学は不明ながら政治経済学部卒。
警察官としては優秀で常にありとあらゆる情報ソースにアンテナを張り、本庁関係者とも休日の接待などで交流し、対テロ事件専従捜査員の松井とはプライベートでも「男の子同士仲が良い」と南雲に揶揄されるほど頻繁に情報交換に勤しむ。内海の人物像についても出る前の時点から「子供のような男」と推察している（コミック版）。
普段から現場指揮や小隊運営は香貫花（テレビアニメ版・初期OVA版）、熊耳といった巡査部長や遊馬らに任せているが、事件解決のためには、上司である祖父江（初期OVA時）・福島（テレビアニメ版・漫画版・新OVA版）特車二課長らを恫喝・命令無視・責任問題の押しつけに利用することも厭わず、海法警備部長に至っては、責任問題をチラつかせて黙認を取り付けるなど、食えない策士な面もある。
拳銃嫌いであり「銃は持たない、銃を持っている相手には逆らわない」としているが銃に関してはとても詳しい。
全てにおいて謎が多く、小説版では後藤は妻と死別していることが語られており、初期OVA版ならびに小説版では後藤真帆子という姪がいる（テレビアニメ版でも姪はいるが名前は明らかになっていない）。また初期OVA版においては大学時代に甲斐に心酔していたことが明らかになっている。
現場の足としてターボチャージャー装着などのチューンアップがなされた警察仕様のホンダ・トゥデイ（M-JW1型改）などのミニパトを使用する。なお自家用での愛車は、ホンダ・シビック（E-EF3型）3ドア Si（初期OVA版）である。
実写版では、太田・進士と共に小さな警備会社を設立するも、放漫経営が祟って一年足らずで倒産し、その後行方不明になっていることが語られている。しかし、本人の登場こそないが、特車二課の解散が現実味を帯びてきたタイミングで南雲に手紙を送る、電話帳に「goto」という名前が登録された携帯電話を後任の後藤田継次に送りつける、などその後の二課の動向に関わる行動を取っている。
声を担当した大林隆介は一時期「大林隆之介」の名義で活動していたが、数年ぶりに本格的な形の新作映像作品で後藤を演じた劇場版3、『ミニパト』公開時の際、いくつかの関連資料には「大林隆之介（現・隆介）」の表記でクレジットされた。
今野敏原作の「安積班シリーズ」の1作『夕暴雨』にも登場。姿は見せないが、東京ビッグサイトでの爆発騒ぎ時に、特車を起動させてパニックを鎮めるという重要な役割を担う。この作品での設定は、主人公・安積剛志警部補の同期。
太田 功（おおた いさお）
声 - 池水通洋 / 演 - 山口森広（実写版の回想シーン）
第二小隊二号機フォワード（操縦担当）、階級は巡査、岩手県釜石市出身。
よく言えば生真面目で正義感の強い熱血漢、裏を返せば、直情径行で猪突猛進なだけの熱血馬鹿。柔道が得意。漫画版では、レイバー隊への転属の背景は描かれていないが、「正規の警察教育を受けている」こともあり、配属前、制服組の警官（機動隊員）として登場、ヘラクレス21を追い詰めようとする第一小隊の機体に強引に乗り込み、格闘しようとしたところを同僚たちに制止されている。
規律重視で融通が利かない性格ゆえに、自分よりも階級や実力が上の相手にはわりと素直に従う一方、同僚隊員（特に遊馬）と衝突することが多いが、危機には勇んで駆けつけようとする仲間思いな心根にはブレがない。漫画版の初期では、いわゆる「予備校出身の即席警官」である他の隊員を見下していた。
また、野明に対しては、比較的甘めな扱いで、照れつつ一言アドバイスをするシャイな面も見せる。
レイバーの操縦技術も、精密な動作より力任せに突撃する主義。野明とは対照的で、即断などの思い切りはいいが、戦術的柔軟性に不足する点がある。
無闇にリボルバーキャノン（レイバー用の拳銃）を撃ちたがり、バックアップの命令を無視して暴走することもしばしばで、機体の破損も絶えない（この点については上司の叱責や整備班からの苦情の種でもある）。そのため、香貫花・クランシー、熊耳武緒の両巡査部長の階級的および実力的優位によって、無差別な暴走を抑え込んでいる。
レイバーの射撃に関して普段の現場では、相手の致命的部位に「当たってしまう」ことすら無く、的を外すことが大半である。ただしこれは関節部や末端部などのかなり狙い辛い場所を狙っているためであり、静止目標の射撃訓練などでは高い命中率を誇ることが明かされている。
劇場版2、小説版では2001年秋の段階で、巡査部長へ昇進し特車隊員養成学校に教官として勤務している。しかし性格は相変わらずで、劇場版2では、レイバーによる射撃が下手な生徒を叱責し、移動する標的へ、FCS無しでの抜き撃ちで見事命中させているが、「とどめを刺すことを忘れるな」という理由で、的が乗った機械まで電磁警棒で破壊。居合わせた進士に苦情を言われていた。表情集などの設定では従来より大人しめだが、完成品ではいつもどおりの性格になっている。
実写版では後藤の警備会社の倒産後に暴力事件を起こして収監中の身であることが語られている。
モデルは、同名のダイビングインストラクターで、高田によれば後期より初期案のデザインがモデルに一番近い。
ただし、『週刊少年サンデー増刊 グラフィックスペシャル 機動警察パトレイバー』に掲載されたラフスケッチでは、全くイメージが異なり、角刈りで笑みを絶さない、柔道家の好青年だった。
進士 幹泰（しんし みきやす）
声 - 二又一成 / 演 - 古賀清（実写版の回想シーン）
第二小隊二号機バックアップ（指揮担当）、階級は巡査、静岡県藤枝市出身。
第二小隊で唯一の妻帯者である。公務員一家に生まれ、かつてはコンピュータ関連会社の優秀なサラリーマンであったが警察官に転職し、後藤のスカウトで特車二課に配属された。
気が弱いためフォワードの太田の暴走を止められず、胃薬を常用している。後に二号機のバックアップを交替し、後方支援（輸送車）に回るが、劇場版シリーズなどで香貫花や熊耳が不在の場合は、輸送車から二号機を指揮する姿も見られた。
身体を張る職務は苦手だが、コンピューターの扱いに長け、冷静かつ奥深い洞察力には他の隊員も一目を置く。
小説版『TOKYO WAR』では、後藤を除く旧第二小隊メンバーのなかでいち早くベイブリッジ事件の背後に複雑に絡む警察上層部の思惑を察知し、その後に起きる状況を予感していた。
普段は温厚だが、キレると眼鏡を光らせ、太田以上に暴走するようになる。この状態は香貫花に逆噴射と評されている。酒癖もかなり悪く、酔った時にもよく似た状態となる。
劇場版2では子供をもうけ、職場でも巡査部長へ昇進し本庁総務部総務課長に栄転（実際は警視正ポストである）したが、終盤では自らその椅子を蹴り、かつての第二小隊の仲間と共に最前線で戦うことを選んだ。実写版では後藤の警備会社の倒産後に友人とソフトウェア会社を設立、成功を収めたことが語られている。
愛妻家兼恐妻家でもある。妻・多美子（声：TARAKO、安達忍）は、漫画版では名前のみの登場であり、映像作品でも登場回数は少ない。
山崎 ひろみ（やまざき ひろみ）
声 - 郷里大輔、乃村健次（『CR機動警察パトレイバー』） / 演 - 小日向大輔（実写版の回想シーン）
第二小隊後方支援担当。階級は巡査。沖縄県石垣島出身。通称「ひろみちゃん」。
身長2メートルを超す強面の巨漢で、レイバー操縦技能は持つが、イングラムのコクピットの狭さから搭乗できず、後方支援に回る。なお警察に入った理由は、実家が漁師であるが、本人はとても船に弱い体質であるからである。現在も出動時に乗り物酔いを抑える薬を服用することがある。
進士と共に、イングラムが二課に到着した当日に配属され、下記の佐久間教官が送り込んだ、第二小隊初期のメンバーの一人だが、転属前の職務経歴は唯一、不明。
その体躯ゆえに重火器を任される場合が多い。外見に似合わず器用で、世話好きな心優しい男である。また、涙もろく恐がりであり、争い事を好まず、進士と並ぶ第二小隊の良識人。性格的にも控えめで、口数も少ない。酒は下戸で日本酒ならお猪口1杯で酔っぱらってしまう。また、漫画版では遺体安置場に収容された遺体を見て太田以外のほとんどの隊員同様、気分を害し、太田に「しっかりせんか」と叱責されながら、引きずられている描写がある一方、遊馬らと押し問答の際に、お茶の用意ができたことを告げた際、無視し、口論を続けた太田を軽々と抱え上げたり、ブロッケンとの再戦を前に、出動を促そうとする太田の様子を見た後藤が「太田が暴れそうになったら、止めてやるよう、山崎に伝えて」と指示を出し終わらないうちに、取り押さえる強行、かつ豪快な一面がある。また、レイバー隊一の長身で配属初日、オフィス入口に額をぶつけ、涙を流しながら、進士共々、敬礼し配属の挨拶をしている。
特車二課で最も動植物に関する理解が深く、課内で飼われているニワトリの世話や、畑での野菜栽培は彼が率先して行っており、特車二課メンバーの栄養面を支えている。
料理も特車二課随一といわれるほどの腕前であるが、本人曰く「昔からやってますから」とのこと、また、初期OVA版では昼食時、巨体とは対照的な小さな弁当箱を披露、恋人の手製かと訪ねた遊馬に全て自分で作ったと、話し、所謂「タコさんウィンナー」を遊馬に差し出そうとする一面がある。また、腕前は定かではないが、漫画版ではアコースティック・ギターを弾くこともある。
小説版では故郷に許婚がいる。紹介された遊馬と太田によればエキゾチック美人。
劇場版2では他のメンバーが異動した後も二課に残り、他の隊員から「先輩」と呼ばれるが、担当は菜園とニワトリである。
実写版では、その後帰郷して家業を継いだことが語られている。
香貫花・クランシー（かぬか・クランシー）
声 - 井上瑤、天野由梨（井上没後の各種メディア作品） / 演 - Hanaco（実写版の回想シーン）
第二小隊二号機バックアップ（指揮担当）、階級は巡査部長相当のサージャント、アメリカ合衆国ハワイ州ホノルル出身。
ニューヨーク市警察から半年間、研修のため特車二課に派遣されてきた日系3世の女性警察官。太田の暴走を抑えられない進士に代わって2号機のバックアップに就いた。臨時の場合などは自らレイバーの操縦を行うこともあり、こちらも高い技術を持っている。
ニューヨークのポリスアカデミーを首席で卒業。特捜部に在任中は、マサチューセッツ工科大学に聴講生として在籍し、電子工学の修士課程を修了。
柔道四段、合気道三段、茶道裏千家師範の資格を持ち、射撃や爆発物処理にも長けている。スポーツも万能で、英語や日本語の他に、独、仏、蘭、北京語も堪能である。また、趣味として乗馬と囲碁を嗜む。
クールで現実主義者だが、太田とは本質的には同じ性格の持ち主なため、わりとウマが合うらしい。
実際は、過激な破壊行動によって手に負えなくなった市警察が研修名目で送った、事実上の島流しともいえる。犯罪者に対しての過激な対応は、幼少時の両親が射殺されたことに端を発するとみられる。もっとも太田よりは精神年齢的に「大人」で、叱りつけることがほとんど。遊馬曰く「太田は香貫花の尻に敷かれている」。
コルト・ガバメントM1911A1を愛用の拳銃とし、日本でも堂々とこれを持ち歩く。米軍横田基地経由で来日したために持ち込めた代物だが、後藤いわく「言うまでもなく銃砲等不法所持」である。劇場版ではオートマグを使用した。
テレビアニメ版で登場する愛車は、桃色のポルシェ911タルガトップである。
中々の酒豪であり、新OVA版では熊耳との口論に夢中になり、野明をも酔い潰している。
漫画版では、児童人身売買に関する捜査のために、ニューヨーク市警から出張して来た刑事として登場しており、二課には配属されない。私生活では、祖母が登場するが、幼少時、両親が何らかの事件に巻き込まれ、犠牲になり緊急車両で運ばれていく光景に絶叫する回想シーンが描かれている（コミック17巻）。
初期のデザインにおいて、眼鏡をかけていたり、髪型が外国人風のロングやウェーブのかかったものだったが、押井の好みによって現在のものに変更されている。これについて高田は、香貫花の初期案が通っていれば差別化から南雲が別キャラになる可能性を述べている。
熊耳 武緒（くまがみ たけお）
声 - 横沢啓子 / 演 - 里中まい（実写版の回想シーン）
第二小隊二号機バックアップ（指揮担当）。漫画版では一号機バックアップに転向となる。階級は巡査部長。兵庫県西宮市出身。通称お武さん（おたけさん）。
漫画版では2巻で初登場、進士に代わって二号機バックアップを務めることになった（この事情は漫画版あらすじ参照）。操縦技術に関しては隊内でも一二を争うほどだが、指揮やバックアップ要員に向かずそもそもフォワードをやる以外に使い道がない太田の存在により、指揮担当となる。テレビアニメ版では帰国した香貫花の後任として第26話から登場する。本来2クールで終わるはずだったテレビアニメが、人気により延長されたため「グリフォン編」をやることになり、熊耳を出さざるを得なくなった。
文武両道に秀でた才媛で、自分にも他人にも厳しく律する性格の持ち主である。漫画版では、傍若無人な太田が（自分より階級が上ということもあるが）恐れて敬語で接する唯一の同僚で、他のシリーズでもその面が強調されることが多い。後藤の期待を汲む形で自身を「学級委員」と位置付け、第二小隊の面々をまとめる副隊長的な存在。ただし、普段はわりと気さくに接しており、まとめ役としての気配りも行き届いている。事実上、後藤の右腕で彼女に丸投げされている業務（データ解析、訓練計画の策定など）も多い。
中国返還前の香港警察への派遣時代、シャフトエンタープライズのリチャード・王（内海）とは、ただならぬ関係にあった。帰国後も王への特別な感情を引きずり続けており、王のグレイトウォール号海外脱出計画前後に彼女の心理的葛藤が描かれる。その時期の出来事に関しては、小説版『香港小夜曲』に詳しい。
体力も並外れていて、普段よりハードな訓練でも息を切らすどころか汗すらかかず平然としているほど。柔道も太田を軽々と投げ飛ばすほどの実力で、香港時代は「ジャックナイフ」と呼ばれていた（後藤談）。
漫画版ではアンダーサイズ70のCカップのブラジャーを着用しておりスタイルも良いようだが、テレビアニメ版では一緒に温泉に入った野明から「少年みたい」と評されていた。
テレビアニメ版などでは、前任者であった香貫花との対面を果たしている。ともに優秀、実力主義者でありながら、あくまでアメリカ人としての価値観を持つ香貫花と、日本的な熊耳とでは、最悪の相性である。漫画版で香貫花が登場した際も、王との個人的な関係を詮索してくる香貫花に熊耳が露骨な嫌悪感を抱くなど両者の関係は険悪そのもの。
CDドラマ「The Day After」では特車二課を離れた後、神奈川県警察交通機動隊のレイバー隊副隊長に抜擢されている。
父親は"桂花女子大"に勤める誠治、母親は専業主婦の瀧子。性格からは想像もできないが、心霊現象が好きな父親にその手の写真等を散々見せられて育ったため、怖い話や怖い物が気絶するほど苦手。
空谷 みどり（そらたに みどり）
声 - 石村知子（旧芸名：柊美冬 → 鶴野恭子）
第二小隊三号機バックアップ（指揮担当）。階級は巡査。
プレイステーション版『機動警察パトレイバー 〜ゲームエディション〜』のみに登場するキャラクター。かなりの天然ボケ。野明に代わって、上海亭への出前の注文係を担当するようになる。プロレスが好きで、観戦中には我を忘れ、その際近くにいると、無意識に関節技を極められることになる。
篠原重工 98式AVイングラム 特車二課 三号機
プレイステーション版『機動警察パトレイバー 〜ゲームエディション〜』のみに登場するキャラクター。
第二小隊三号機フォワード。階級は巡査。見る者に対する心理的影響まで考慮して設計されている。
ゲーム中では空谷の相棒として三号機フォワードのメンバーが同時に配属されていたが、劇中ではその容姿と氏名が明らかにならず、隊員からも「三号機」（空谷からは他にも「巡査」とも）としか呼ばれることが無かった。

### 特車二課 第一小隊
南雲 しのぶ（なぐも しのぶ）
声 - 榊原良子（実写版の声も担当） / 演 - 渋谷亜希（シルエットのみ）
特車二課第一小隊長を務める警部補。東京都世田谷区成城出身。母親と実家で2人暮らし。
特車二課の実質的な責任者で、第二小隊の「活躍」ぶりにいつも頭を痛めている。
非常に真面目で職務に忠実という優秀な警察官であり、文武両道、元は将来を渇望されたエリートだったが、とある事件（後述）により出世コースから外されている。年齢は、コミック版によると、1997年冬の時点で年増。つかみどころのない後藤と異なり、考えを明確に伝える性格が部下に好まれ信頼は厚く、榊に続く二課のナンバー2と目されている。規律を重んじるゆえに後藤や第二小隊の行動に眉をひそめているが、野明らの成長に伴いやがて信頼を置くようになった。また、後藤の頼みを聞いて密かに第一小隊を出動させたり（初期OVA版）、二課が襲撃された際に頼りにする（コミック版）など、同僚である彼に対しての信頼は厚い。
現場では主に97式レイバー指揮車に搭乗するが、レイバー操縦の心得もあり、劇場版2においてイングラム3号機に搭乗した。普段は自家用車としてホンダ・レジェンド（テレビアニメ版）やフィアット・パンダ（新OVA版）、ユーノス（小説版、劇場版2）に乗る。
自衛官の不破環生二尉は学生時代からの友人。既婚者の彼女と引き続き交流を持っており、仕事上の情報提供なども行う仲（コミック版）。恋愛に関し、彼女との会話や後述の不倫などそれなりの付き合いはあるが、ラブホテルなど性風俗の知識には疎い（NEW OVA版）。
劇場版2などでは拳銃SIG Sauer P210を使用する。
柘植行人によって設立された「多目的歩行機械開発運用研究準備会」（通称「柘植学校」）に警視庁より派遣され、警視庁のレイバー隊創設の礎を築いた功労者であり、「警視庁きっての才媛」と呼ばれた人材ではあったが、当時、妻子のいた柘植との深い関係がスキャンダルになり、警察キャリアの本流から外されてしまう。劇場版2では特車二課課長代理（警部）に昇進している。
劇場版2においてこれまで見られなかった表情が多く設定され、登場人物の中でも設定案は1番多い。
実写版では、（劇場版2内の事件終結後に）警視庁を辞し、後藤の提案で日本を脱出し、難民高等弁務官事務所のスタッフとして中東の難民キャンプで働いているとの噂がシバシゲオの独白内で語られている。短編シリーズでは第7章冒頭の手紙を受け取るシーンに登場。長編では密かに帰国して後藤田と接触した。
声を担当した榊原良子は南雲について、2018年12月24日のイベントで「南雲はエリート警察官だけど、大人の女性の柔らかさを入れてみようと思いました。でも、劇場版2作目は固いキャラにされちゃって、押井さん（押井守監督）はひどい人です（笑）」と説明している。

五味丘 務（ごみおか つとむ）
声 - 大塚明夫
テレビアニメ・新OVA版の第一小隊一号機フォワード（操縦担当）。階級は巡査部長。
性格は真面目で実直。柔道四段、剣道三段、合気道二段、沈着冷静、質実剛健、遊馬曰く｢絵に描いたようなお巡りさん｣
結城（ゆうき）
声 - 小形満、中嶋聡彦
テレビアニメ・新OVA版の 第一小隊二号機フォワード（操縦担当）。階級は巡査。
フルネームは不詳。見た目には第二小隊の面子と大差ない若い隊員。
石和（いさわ）
漫画版の第一小隊一号機フォワード（操縦担当）。階級は巡査部長。
フルネームは不詳。性格は真面目で実直かつ温厚で気さく。第二小隊の隊員たちにも偏見を持たない。特車二課では操縦士として最高の実力を誇る。
AVS98に機種転換後のグリフォン戦においても序盤は互角に戦っており、その所感を遊馬に語っている。
古賀（こが）
漫画版の第一小隊二号機フォワード（操縦担当）。階級は巡査。
フルネームは不詳。黒縁眼鏡の男性隊員。真面目で年長者のようだが、警察官というよりはサラリーマン風の風体。石和とは異なり第二小隊に対しては露骨に格下とみている。
第二小隊発足時のクラブマン戦では愛機の95式ごと川に引きずり込まれていた。AVS98に機種転換後のグリフォン戦においても銃を奪われて頭部を破壊されている。
浅野（あさの）
第一小隊二号機バックアップ（指揮担当）。
小説版『TOKYO WAR』における警視庁特車二課第一小隊二号機バックアップ。フルネームと階級は不詳。2002年の段階では、第二小隊同様に第一小隊もほとんどの隊員が入れ替わり、古参のメンバーはこの浅野だけとなっていた。

### 特車二課 整備班
榊 清太郎（さかき せいたろう）
声 - 阪脩 / 演 - 山田登是（遺影の写真のみ）
特車二課整備班長（劇場版1では整備課長）。神奈川県平塚市出身。
通称「おやっさん」。警視庁特車二課整備班長を務める実質的な「親分」。「レイバー隊の闇将軍」「整備の神様」といわれるほどの重鎮である。四角四面な立ち回りを好まず、後藤とも馬が合う。
長年技術畑で活躍してきた存在は方々で知られているようで、本庁に出向けば部長クラスの人間が直々に玄関まで迎えに来るなど彼の人脈と功績などははかりしれないものがある。
アニメ版では自身を「機械馬鹿」「時代遅れのボルト&ナット・ガイ」と評し、終盤、ピースメーカーに搭載されたニューロンネットワークシステムの構造が理解できないと野明に愚痴をこぼしている。劇場版1でも「ハードのことはわかってもソフトはからっきし」と、次第にソフト中心になっていくレイバーシステムに取り残されたような感覚を吐露する場面もあったが、同作品では「どんなに技術が進んでも、これだけは変わらねえ――機械を作るやつ、整備するやつ、使うやつ、人間の側が間違いを起こさなけりゃ、機械も、けして悪さをしねぇもんだ」という発言もしている。
劇場版2の時には既に引退して、妻に先立たれた男やもめの隠居生活を営んでいたが、二課壊滅の報を聞き、新旧整備班員を集めて陣頭指揮を執った。
愛車はACコブラ427。
口癖は、「もたもたしてると、全員海にたたっ込むぞ!」であり、整備班の若い隊員に恐れられている。漫画版後半、二課の建物を襲撃したテロリスト集団に愛車・コブラが特車二課内の車輛共々、破壊された時も、「捕まえたら、東京湾の魚のエサにしてやる」と後姿だけで、表情こそ描かれなかったが、腰に両手を当て、独り言のように囁いている。
実写版では既に故人となっており、特車二課整備班に遺影が飾られている。
シバ シゲオ
声・演 - 千葉繁
整備班主任。千葉県松戸市出身。
通称「シゲさん」。整備班のナンバー2で、レイバー整備の現場を取り仕切る実質的リーダーでもある。着任した当初は生意気な態度をとっていたが、班長である榊に心酔して絶対服従するようになり、崇拝に近い敬意を寄せる。性格は陽気で、整備の知識、技術共に一級品。劇場版2の時には榊の後を継いで整備班長に昇進していた。
漫画版によれば、漢字では「斯波繁男」と表記する。実写版のノベライズでは、制服や書類もカタカナ表記で通している。
本作以降、いくつかのゆうきまさみ作品にモブのような形で登場している。
漫画版および劇場版1では下町の生活雑貨「（有）久保商店」二階に下宿しており、部屋の中では新旧問わない大量のパソコンが現役で使われている。
実写版では、劇場版2から10年以上経った2013年現在も特車二課整備班長として部隊を仕切っている。ただし年齢は59歳と設定されている。
アニメ版で声を担当した千葉は実写版でも演じている。
堀込（ほりごめ）
整備班員。漫画版で特車二課が襲撃された際、車載電話がついている愛車を破壊されて泣いていた。
ぶち山（ブチヤマ）
声 - 立木文彦 / 演 - 藤木義勝
アニメ版ではロン毛に眼鏡の内気な青年、劇場版2ではバンカラな風体（コートを袖を通さず羽織り、雪が降っても高下駄を履いている）の強面の整備員で、ふてぶてしい笑みを浮かべながら太田に軽口を叩くほどである。後輩から「ブチヤマ先輩」と恐れられており、シバシゲオからは「コンビニ『買占め』部隊の応援」を任されるなど、ある程度の信頼を得ている模様。
実写版では特車二課整備班副長として淵山 義勝（ぶちやま よしかつ）という名前の大柄な中年男性が登場。「ぶち山先輩」と同一人物である事が証されている。出動やデッキアップ時に整備班を仕切るなど、シバの右腕として特車二課を支えている。
初期OVA第4話にはブチ山剛造という老人が登場するが、関係は劇中特に語られない。
旧OVA、TV、劇場版、新OVAと、各媒体においても、ある意味「第二小隊以上に個性豊かなメンバー」が描かれていて、漫画版では「究極超人あ〜る」の光画部OBの面々（鳥坂にあ〜る、あさのときしだ）も職員として登場している。

### その他特車二課関係者
祖父江 守（そふえ まもる）
声 - 増岡弘（初期OVA版）、村松康雄（テレビ版）
初期OVA版での特車二課課長。階級は警視正。小太りで背は香貫花より低い。登場回数がほとんどないため性格や詳細は不明。
初期OVA版から小説の流れでは初期OVA第5・6話での出来事がきっかけで左遷された（テレビアニメ版で福島が“免職された”と漏らしていた）模様。一方、テレビアニメ版では開始時にすでに福島に交替していたが、後藤の悪知恵に散々振り回された挙句に責任を全ておっ被せられて詰め腹を切る羽目になったらしく、そのことで後藤を相当恨んでおり復讐しようとした。
福島 隆浩（ふくしま たかひろ）
声 - 小川真司
特車二課課長。階級は警視。
「特車二課長」として一般的に知られている人物。祖父江とは逆に神経質で服装ひとつにまでいちいち指導を入れる。体面や上下関係を重んじる典型的な官僚型の警察官で、特車二課の体質とは反りが合わない。本庁のオフィスにいることが多く、特車二課分署に来るのはたいてい後藤に説教しに来る時である。第一小隊の存在がせめてもの拠り所で、南雲とは反目する場合もあるがある程度の信頼を置いている。
漫画版では、融通の利かない点も含めて「良識的警察官」としての役割を演じており、映像作品全般に見られる無能で保身的な警察官僚という画一的な描かれ方はされていない。後藤ほどではないが頭もキレ、察しも良い。部下の命を重んじる姿勢も見せる。
「廃棄物13号事件」では背後には大がかりな陰謀があると推察し、それを含みつつ対応する後藤に協力。一連の「黒いレイバー」騒動についても、あくまで「私は」と個人的見解と前置きしつつ、後藤と相通じ、時折上層部の対応を非難批判する素振りを見せるなど「現場側の人間」である。
漫画版では家庭人として苦労する姿や、取り乱すなどお茶目な姿も描かれる。
元々は漫画版でゆうきが用意したキャラクターの1人だが、劇場版1からアニメにも登場するようになった。2002年を描いた劇場版2の時点では既に二課長の任を退いていた。
相沢 義衛（あいざわ よしえ）
階級は警部補。特車二課課長付。
設立を予定していた第三小隊の隊長予定者として配属された東京大学卒で国家公務員一種試験に合格した、いわゆる警察キャリアで「二課設立以来の俊才」。特車二課へは本人たっての希望。熱意とやる気はあるが空回りも多い。本人のたっての希望により後藤に第二小隊長代行を任され、張り切って徹夜で訓練計画を立案するが、寝不足の状態でイングラムに搭乗して吐いている。その直後、運悪く第二小隊がバビロンプロジェクトの視察を急遽要望した米国大統領の警護任務で出動することになり、テロリスト出現後の対処がうまく指揮できず大失態を演じる。これがきっかけとなり第三小隊は設立自体が白紙となり、本人も丸の内署へ転属させられてしまった。
二課襲撃事件後にリチャード・王の手配写真が各所に回った際には丸の内署で勤務する姿が描かれている。

### その他の警察関係者
海法（かいほう）
声 - 小島敏彦、西村知道
警視庁警備部長。小さな目とタラコくちびるが特徴的。一見すると典型的な警察官僚だが、後藤と同様に他人を意のままに動かすことが巧みであり、用意周到に自らの保身も行う。自分の「逃げ道」が確保されている場合は、後藤の提案を容認し、子飼の祖父江や福島を切り捨てることも厭わない。後藤曰く「タヌキ親父」。特車二課を「金食い虫」（実績の割りに膨大な予算を要求するため）と名付けたのは海法だという。
劇場版2、劇場版3では警視総監に就任している。内務省復活論者であり、各県警へのレイバー隊の配備・普及を軸に、警視庁警備部への中央集権の強化と、開発費のかかる警察用レイバーのコストダウンを目指していた。
劇場版2では、警備部時代から海法の腰巾着であった青森県警本部長が、飛行禁止命令に抗議するために東京へ向かおうとしていた航空自衛隊三沢基地司令を基地ゲート前で連行してしまう。子分の勇み足で引くに引けなくなった海法は、自衛隊に矛先を向けることで警備部の発言力強化を図るが、その結果、基地司令連行に対する三沢基地の抗議の籠城は全国の自衛隊基地と駐屯地に拡大し、事態をより悪化させてしまった。
山寺（やまでら）
声 - 大森章督
劇場版2、劇場版3における警視庁警備部長。それ以前のポストは不明。海法の腹心として、警備部を仕切っている（そのため、後藤からは海法とセットで「タヌキ親父」呼ばわりされている）。
劇場版2では無断行動をした南雲を詰問するが、逆に南雲から政治的策謀を追及され憤慨した。劇場版3では海法と共に、怪物への対策会議に出席していた。
松井 孝弘（まつい たかひろ）
声 - 西村知道
警視庁捜査課所属の刑事（初期OVA6話では、城東署捜査一課）。階級は警部補。
初期OVA版第3話で初登場。かつて水上署にいたことがあり、その時の経緯から海上保安庁に顔が利く。中年太りの外観は人の良さそうなおっさん刑事だが、実際はなかなか食えないベテラン刑事。正義感も強く、後藤とは結構ウマが合う。
漫画版では警視庁刑事部捜査一課警部補として当初は「地球防衛軍」などのテログループの犯行予告や背後関係を洗う仕事をしていた。「黒いレイバー」事件発生後は専従捜査員として香港における「地球防衛軍」のスポンサーで「熊耳巡査部長銃撃事件」の重要参考人であるリチャード・王、彼に酷似するシャフト社の内海課長を精力的に追う。だが、シャフト社という巨大企業の高い壁にぶちあたり捜査はなかなか進展せず企画7課側からも警戒される。最初の「黒いレイバー」事件発生後に知り合った後藤とその後は互いに推理を交えつつも頻繁に情報交換しながら断片をつなぎ合わせていく。
内海と徳永の決裂が決定的となった終盤、運輸会社を偽装したトラックが路上で爆発事故を起こし、その中身であったグリフォンの破片が散乱。トラックが徳永所有の別荘脇に長期間置かれていた事実から、徳永が一連の「黒いレイバー」事件の重要参考人とみるや長野県警と協力し、松井が中心となって徳永を聴取。その際に激高した徳永が「黒いレイバー」の通称として警察内部の極秘情報である「グリフォン」の名を出したため、徳永を重要参考人として逮捕する。
最終回では二課襲撃事件後に旅客船ターミナルで発生した「内海刺殺事件」で死亡した内海とリチャード・王が指紋の一致から同一人物だと確認したものの、それ以上に捜査は進展せず、黒崎たち企画7課も取り逃がし、徳永も陥落寸前だがまだ自供には至っていない旨が後藤との会話で明かされている。
片岡（かたおか）
声 - 辻谷耕史、大塚明夫
警視庁捜査課所属の刑事。
劇場版1やテレビアニメ版などで松井の部下として登場する若い刑事。フルネームは描写されず不明。人の話から似顔絵を描く特技を持つ。小説版『TOKYO WAR』によれば2002年の段階でも松井とコンビを組んでいるようだが、松井の「前途ある若者をこんなヤバい話に巻き込むわけにはいかない」という配慮で、後藤から依頼されたベイブリッジ爆破事件の裏捜査からは外されていた。漫画版では松井の台詞の中で名前だけ登場しており、松井達とは別班でグリフォンの捜査に当たっているらしい。
風杜（かざもり）
警視庁捜査課所属の刑事。
漫画版において松井の部下として登場する若い刑事で、アニメ版の片岡におよそ相当する役割を担う。特車二課配属以前の野明と事件現場で偶然出会っており、その後再会した際に彼女にモーションをかける素振りを見せていた。しかしそれ以降とくに進展していない模様。松井に「彼女は今、仕事が面白い時期だから」と諭されている。目撃者の証言を元に人物画を書き上げる才能を持っており、熊耳の証言から内海の似顔絵を書いた時には、熊耳自身から「似てる」と言われ、その後の捜査に使われるモンタージュ写真の元ともなった。
船山（ふなやま）
警視庁外事課所属の刑事。
漫画版においてパレット関連事件の重要参考人である朱永徳を追う。栗橋とコンビを組む。
佐久間（さくま）
声 - 広瀬正志、仲木隆司
特車隊員養成学校（通称「レイバーの穴」）の教官として第二小隊の6名を促成栽培した（漫画版では早稲田警察予備校の教官として初登場）。後藤とは旧知の仲である。後に部下として転任してきた太田に手を焼きつつも、内心は共感を持っている。なお「レイバーの穴」は初期OVA版では富士、漫画版とテレビアニメ版では奥多摩、小説版『TOKYO WAR』では青梅とそれぞれ所在地の設定が異なる。ここの食堂は警視庁一不味いと評判らしい。
長尾（ながお）
警視庁科学捜査研究所勤務。内海（リチャード・王）のCGによる手配書を作成する。
久住 武史（くすみ たけし）
声 - 綿引勝彦
警視庁城南署所属の刑事。
劇場版3に登場する警視庁城南署の刑事。年相応の貫禄と経験、さらに高い洞察力の持ち主で聞き込みを重視する昔気質の刑事。しかし年相応にパソコンが苦手。若い秦と共に一連の事件の捜査に当たる。後藤とは知り合いで事件捜査への協力を彼に依頼する。現在は家族と離れ、1人暮らし。趣味はクラシック音楽鑑賞で自宅にはレコードを大量に持っており、音に敏感。その能力が物語後半で役立つこととなる。また、足を骨折しており完治に近いが、まだ杖を離せない状態。
秦 真一郎（はた しんいちろう）
声 - 平田広明
久住と同じ城南署捜査課の刑事で、共に事件の捜査に当たる。28歳の独身で1人暮らし。草野球のチームに所属しており、その帰り道に偶然冴子と知り合い一目惚れし、アプローチする。また現在禁煙しており、彼の車で久住が喫煙しようとした際に咎めているが、冴子には喫煙を許すなど甘い。
楠本（くすもと）
声 - 野村信次
初期OVA第7話に登場した群馬県警察本部長。ブロッケンごと盗まれたトレーラーを群馬県内で取り押さえるべく陣頭指揮を執っていた。後藤曰く「石橋を叩いて人に渡らせる」ほどの慎重な性格。

## 自衛隊関係者
不破 環生（ふわ たまき）
声 - 勝生真沙子
空挺レイバー隊を仕切る階級二尉の小隊長。陸上自衛隊機械化空挺師団所属。
漫画版・テレビアニメ版に登場。搭乗する機体は97式改（漫画版のみ）、99式ヘルダイバー。既婚者で子供はいないとされるが、漫画版の南雲との電話の会話では旦那が子供の世話をしていると話しているシーンがある。南雲とは学生時代からの親友。テレビアニメ版では野明の技量を見込んで自衛隊にスカウトしようとした。愛車は2代目トヨタ・ソアラ。
甲斐 冽輝（かい きよてる）
声 - 筈見純
初期OVA第5・6話に登場。学生時代に後藤と交流があり、同志でもあった。そのため、方法論の違いはあれど、思想や理想において通底する部分がある。
自衛隊一部部隊によるクーデターの思想的指導者（階級および所属は不明）で、クーデター部隊によって国会議事堂などの都内中枢を制圧する一方、在日米軍より盗み出した核弾頭搭載のSRAM巡航ミサイルを切り札に、日本政府に戒厳令の施行や国会の解散・政党の禁止・憲法の無期限停止などを要求する。自身はシージャックした2隻のフェリーにデコイも含めた巡航ミサイル用ランチャーを取り付け、フェリーの乗員・乗客を人質としつつ東京を射程圏内に収めていた。しかしフェリーに山崎が搭乗した篠原重工製試作空挺レイバーによる奇襲を受け、本命のランチャーを破壊され決起は失敗、自身も逮捕された。なおミサイルは交渉の切り札でもあったが、甲斐自身は本気で使うことも考えており、止めに入った部下を投げ飛ばして非常用発射スイッチを押したが、直前にランチャーが破壊されたことで発射には失敗した。
甲斐によるとクーデター計画は20年を掛けたものであったが、逮捕される直前に「生きていれば、もう一回くらいやれるさ」とも漏らしている。
なお、初期OVA第5話のニュースで首謀者として放映された際には、「洌輝」と誤表記されていた。
柘植 行人（つげ ゆきひと）
声 - 根津甚八 / 演 - 香川耕二
陸上自衛官。階級は二佐。劇場版2と実写版に登場。
陸上自衛隊においてレイバーの軍事的価値にいち早く着目し、防衛庁技術研究本部第七研究所に「多目的歩行機械開発運用研究準備会（通称「柘植学校」）」を設立。数々のシミュレーションモデルによってその実用性を証明し、技術研究本部と民間の連携に多大な成果を上げた。1999年、東南アジア某国（カンボジア）でのPKO活動（第二次カンボジアPKO）にレイバー小隊の隊長として参加するが、停戦協定を一方的に破棄して攻撃を仕掛けてきた反政府軍によって、レイバーが苦手とする足場の悪い湿地帯に追いやられ、加えて地雷によって退路を断たれた際に、先制攻撃を禁じられていたレイバー小隊は発砲許可を得られないまま対戦車ミサイルの集中砲火を浴びて全滅。ただ一人の生存者として帰国した後は行方をくらまし、2002年、東京に「戦争状態」を演出した不可視のテロリストとして、日本を震撼させることになる。
柘植学校時代は自身に妻子がいるにもかかわらず、自衛隊主導でレイバー開発が行われることを嫌った警視庁の思惑で柘植学校に派遣された南雲と、公私にわたる深いパートナー関係になってしまい、後にその関係が悪意のあるスキャンダルとして取りざたされたことにより、南雲が閑職である特車二課に島流しになった原因となっている。その後、柘植は第二次カンボジアPKOに派遣される前に離婚している。
荒川と共に劇場版2におけるキーマン。
実写版においても、劇場版への重要なキーポイントとして示されており、3代目特車二課小隊長である後藤田警部補と面会している。
柘植のデザインは、過酷な戦争を体験したために年齢に比べ老け込んだ設定がなされている。そのため、劇場版2の冒頭では黒髪だったが、終盤で登場した際には白髪で眼鏡をかけ、顔にPKO活動で負った傷跡が残っている老けた姿だった。
荒川 茂樹（あらかわ しげき）
声 - 竹中直人
陸上自衛官。劇場版2および小説版『TOKYO WAR』、そして『ミニパト』に登場。陸上幕僚監部調査部第二課別室の者と名乗り、横浜ベイブリッジ爆撃事件に関する捜査の協力を後藤に依頼してきた男。姓は大学時代に押井守が主宰した「映像芸術研究会」に所属していた荒川憲一に由来する。「一度会ったら忘れられない顔」を持ち、公務員としても聊か常軌を逸した人物であるが、本人にはその自覚がないらしい。
小説版では自らコーヒー党だと語るが、その味覚は後藤に言わせれば始めから存在しないのではないかと言わしめるほどの味音痴であり、後藤の飲みかけのコーヒーも遠慮なく自分のカップに注ぐといった厚顔無恥さものぞかせる。歯に衣着せぬ言動には含蓄がある反面、とにかく他人の感情を斟酌しないことが災いし、相手の気分を害してしまうといった場面も多い。部下の面倒見は意外と良いらしく、自腹を切って昼食を奢っていた。
実は横浜ベイブリッジ爆撃事件とその後の「戦争」状態を演出した柘植行人の同志。柘植の思想そのものには賛同するも、柘植が本気で「戦争」を起こそうとしていることに驚愕し、さらに自身の本性が自衛隊内部に露見することを恐れて後藤に捜査協力を依頼してきた。しかし、後藤に依頼したのが災いして本性を全て暴かれ、最後は松井によって破壊活動防止法違反の容疑で逮捕された。
石原 悟郎（いしはら ごろう）
声 - 森田順平
陸上自衛官。階級は一等陸佐で32歳。自衛隊装備局武器需品課所属。
劇場版3に登場し、廃棄物シリーズ研究のスポンサーとして事件に関わる。13号を捜索する際には東京湾内でASWを展開した海上自衛隊護衛艦に乗船。その後、スタジアムでの13号抹殺の際には現場で指揮を執る。
石原のキャラクターデザインについて、脚本のとり・みきは「（登場人物中）一番出渕っぽい」と発言し、総監督の高山は「他のキャラは生活感が見えるが、こいつだけは想像出来ない」と話している。またフランスの映画祭で「他の人物は実写のようだが、石原は普通のアニメみたいだ」と言われたとも語った。漫画版では後述のパッケンジーが事件の黒幕として登場するが、本作品では石原がその立場を強めており、作品発表当時の時勢が反映された変更点とされる。

## シャフト・エンタープライズ

### 企画7課
内海（うつみ）
声 - 鈴置洋孝、成田剣（『CR機動警察パトレイバー』）
「シャフト・エンタープライズ・ジャパン」企画7課課長。自称「黒の騎士」。
切れ者だが、基本的に享楽主義的で、自分の欲求のみに忠実な人物。手段のためなら目的を選ばない危険な男。外見はへらへらした能天気な男で、別名「悪の植木等」。非合法な活動を行う部署と思われる企画7課を率いて黒いレイバー「グリフォン」設計・建造のリーダーシップをとり、特車二課に度々戦いを挑む。死体を見るのが怖い性分で「目の前で人死にが出ないように努めている」と語るように、殺人や暴力を無差別に行うタイプではなく、直接的な実行はほとんど黒崎ら部下たちに任せている。熊耳（内海はそれが彼女とはわかっていなかったが）を撃った部下（白井）を叱責したり、「地球防衛軍」の2人の始末をほのめかした黒崎を諫めたりもしている。ただし、自ら爆弾を仕掛けて自分のすぐ背後でSSSの車を爆破したことからわかるように、文字通り「目の前で」死体を見さえしなければ自ら人を殺すことに躊躇しない。反面、被害を受けた者の感情を理解できず、漫画版では海外逃亡の直前に元シャフト・セキュリティー・システム（通称SSS、シャフト・エンタープライズグループの私兵的警備会社）の男（ジェイク）に刺された際には、意識を失い倒れるまでの間に「こいつ…なんでこんなこと…」と呟いている。なお、新OVAシリーズではシャフトから逃亡している。
後藤とは敵同士ながらウマが合うらしく、丁々発止のやり取りを繰り広げる。後藤は内海の子供っぽい性格を、内海は後藤が自分と同種の悪党であると、互いの本質を見抜きあっている。
シャフト・エンタープライズ・ジャパンの社員であるが、漫画版ではイングラムとグリフォンの戦いにおいて、海に脱出したバドの回収や、特殊なレイバーの使用、二課棟への突入部隊の人員手配などに於いて、シャフト・エンタープライズ・チャイナ、コリアなどのジャパン社を含む「シャフト」のアジア太平洋地域を統括する「極東マネージャー」の力を借りることが多い。
香港支社時代は、リチャード・王（ウォン）と名乗っていた。香港時代の熊耳とはただならぬ関係にあり、お互いに引き摺っている。漫画版では数コマの描写で香港時代の全貌は明らかにならないが後日談があり、小説版は第3巻で詳細が描かれている。部下は後述の黒崎の他、青砥、赤石（あかし）、白井、緑川、村崎（紫）とおり、全てに色の名前が付けられているのが特徴で、内海と同様に経歴は改竄されている者もいる。また、緑川、青砥、赤石、白井はアニメ版にも登場する。
黒崎（くろさき）
声 - 土師孝也
内海の懐刀で、細いフレームの丸眼鏡に切れ長の目が印象的な青年。内海に関わる汚れ仕事を一手に引き受けており、目的のためには手段を選ばぬ現実主義的で冷徹な男である。漫画版では秘密裏に上陸したグリフォンの目撃者になったアベックを殺害したり、バドに暴行を加えるなどしている。バドには度々悩まされ、相性は極めて悪い。（心情的には不本意ながら）内海すら裏切ったこともある。内海が不在の間は東京湾に沈んだグリフォンの専用OS「ASURA」回収の陣頭指揮を執り、「廃棄物13号」事件の裏で暗躍。同じく不在であったバドに代わってグリフォンの操縦まで行っていた。ただし、レイバー操縦に関してはバドほどの腕前ではないらしく、野明のイングラム1号機と遭遇するも、戦いを避けて逃走した。
上司である内海に対しては絶対の忠誠を尽くしており、漫画版終盤では拉致した熊耳武緒に対して嫌悪感をむき出しにしていた。内海を刺したSSSのジェイクをその場で射殺し、以後行方をくらます。
背中に傷がある描写がある。
テレビアニメ版では第10、11話および第20、21話で「ファントム」にまつわる事件の黒幕として内海に先がけ登場。その後のストーリーは漫画版をベースとした「グリフォン」編に突入。黒崎も内海らと共に再登場を果たす。小説版には、名前は不明だが彼らしき風貌の人物が登場する。
バド / バドリナート・ハルチャンド
声 - 合野琢真、半場友恵（スーパーロボット大戦Operation Extend）
内海が建造したレイバー「タイプJ9グリフォン」のパイロット。ゲームセンスが天才的であり、レイバーのパイロットとしても突出した才能を持つ。年齢は10-12歳くらい、長髪で褐色の肌の少年で、下手な関西弁で喋る。容姿が整っていることを利用し女装したこともある。内海にオモチャ（グリフォン）を与えられ、ゲーム感覚で特車二課に戦いを挑む。漫画版では人身売買のシンジケート（パレットの裏名簿）から内海が購入したとの疑いが持たれた。レイバー操縦用の子供として内海の注文で性格を形成されたことが明らかになっており、それ以外の社会常識や善悪の概念が欠如している描写が漫画版で多く見られ、NEW OVAでもそれら犯罪行為をゲームとしか思っていない。
野明のイングラムとの対戦に負けたあと、新OVA版では正体は家出少年だったということでインドへ強制送還されているが、漫画版では内海と別れた後、アメリカでブレディ警部に引き取られ養子となった。漫画後半で「バドはもう用なし」という黒崎の発言を聞いた際には普段の明るさが嘘のように怯えていた。
緑川
企画7課の紅一点。作品での出番は少ないが、熊耳が赤石の部屋に迫った際、半裸で情事中を装い熊耳を引き下がらせるなど、シーン1つの存在感は大きい。

### 土浦研究所
磯口 豊（いそぐち ゆたか）
漫画版で登場。アニメでは「伊豆内（いずうち）」（声 - 小形満）。シャフト・エンタープライズ・ジャパン土浦研究所開発主任で、眼鏡とひげが特徴。昭和63年度の城南工大古柳研究室員で帆場、森川らとは同期。内海の依頼でグリフォンを開発した。内海が上層部と決裂した後も、メンテナンスのため最後まで森川と共に企画7課に同行した。外見のモデルはヘッドギアの出渕裕。
森川 政治（もりかわ せいじ）
漫画版で登場。アニメでは「河野森（かわのもり）」（声 - 平田康之）。シャフト・エンタープライズ・ジャパン土浦研究所所属の技術者で、つぶらな目が特徴。かつて古柳研究室で開発していたASURAが日の目を見なかったことに鬱屈しており、グリフォンでその優秀性を証明しようとしている。イングラムとの決着にこだわって感情的になる面も見せた。外見のモデルはメカニックデザイナーの河森正治。

### 役員
徳永（とくなが）
声 - 立木文彦
シャフト・エンタープライズ・ジャパン専務。
内海の上司。漫画版で、内海は徳永の別荘にグリフォンを隠していて直後爆破、その件で警察で参考人として事情聴取を受けるが、その際誘導尋問に引っかかり、本来一般市民が知りえるはずの無いグリフォンの名前を出し、失脚に追い込まれることとなる。その後のはっきりした経緯は不明だが、一連のグリフォン事件の主謀者として立件されることが最終回で描写されている。
会社を喰い物にして現在の地位を確立した悪党。内海ですら、かつてはその悪党ぶりを認めていたほどだが、昇進するにつれ保身や体裁を整えるのにやっきになるなど、悪党としては精彩を欠きつつあった。結局、内海に散々に振り回され、最後は破滅の道を辿ることとなった。
平光（ひらこう）
声 - 梁田清之
シャフト・エンタープライズ・ジャパン取締役。
徳永とは親友ではあるが、体裁にこだわる徳永よりリアリスト。御子神を使って企画7課の資金の不正運用を調べ上げ、黒崎に敗北宣言を出させ、一度は追い詰めている。後に反撃され逃げられるが、原因は徳永の自滅である。徳永同様中々の悪党だったようで、企画7課の資金の不正運用を調べる際に「年季の違いを見せてやる」と発言している。
篠原重工と同社の新OSであるHOSの業務提携を行う。

### シャフト・セキュリティー・システム
部長
徳永より内海の身柄とグリフォンの確保を命じられた指揮官。スキンヘッドで大柄の男。最終的にはグリフォンの確保には失敗し、社長自らの命令から手を引く。しかし、撤収中に乗車する車輌に内海が仕掛けた爆弾が起爆させられる。これ以後作中には登場しない。
アニメ版では爆破そのものが発生しないが、エピソード「グリフォン墜つ」以降、SSS自体がアニメ版に絡まないため登場しない。「大佐」と呼ばれていた。
ジェイク（サメジマ）
一連のグリフォン奪還の、現場指揮を任された男。アニメ版では東京湾でのグリフォン事件までの登場であるが、漫画版では以降も内海をSSSの部下と共に密かに追い続け、海外逃亡直前のところをナイフで不意打ちに刺殺。直後、黒崎に顔面を撃たれ死亡。
口数は少ない方で直接的には表さないが、内海や黒崎を少なからず知っており、非常に嫌悪している様子が言葉の端々に出る。このため内海を刺したのも社命ではなく、個人的な復讐であった。

### 査察部
御子神（みこがみ）
漫画版の登場人物であり、シャフト・エンタープライズ・ジャパン査察部長。“蛇みたいな女”と呼ばれる。
査察部の部長職ではあるが、部下に任せず実際の調査作業も行う（漫画版では企画7課とのオンラインハッキング攻防戦を戦い、寝食を忘れて没頭している）。
このハッキング攻防戦の末、企画7課のコンピューターに保存されていた裏帳簿へは土浦研究所のコンピューターを介してアクセスできることを見抜き、内海の背信行為を暴いた。

## 篠原重工
篠原 一馬（しのはら かずま）
篠原重工社長。
遊馬の父だが、遊馬とは犬猿の仲。
漫画版では篠原製作所時代から多額の政治献金を行っていた疑いがもたれている。イングラムの警察導入時にも政治家に対し、贈賄を行った疑いがもたれている。
小説版では、38歳で篠原重工の社長に就任し、多くの企業買収でレイバー産業に参入したと説明されている。
篠原 一驥（しのはら かずき）
小説版にて説明。篠原一馬の長男にして遊馬の兄。篠原重工中央研究所に勤務。
1995年11月、25歳にして交通事故で死亡。
稲田 さおり（いなだ さおり）
小説版にて登場。
一驥の許婚で、赤城銀行の副頭取の娘。
一驥との婚約は篠原一馬による政略的なものとされている。
篠原 雄高（しのはら ゆたか）
小説版にて説明。遊馬の祖父。1945年に「篠原重工」の起源である「篠原鉄工所」を設立する。その後、1957年に「篠原自動車部品」に改称、60年代前半に工場を三つにして「篠原製作所」に改称。1980年、息子である一馬が社長に就任すると同時に「篠原重工」となると、会長として第一線から身を引く。
息子の一馬とは確執があり、どこか彼の面影が感じられる初孫・一驥にも思うところがあった。一方で、遊馬のことは篠原重工を継いでほしいと願うほど溺愛してる。
一線にいたころは非常に激しい気性の人物であったとされるが、遊馬に対しては至って優しい好々爺であった。
実山 剛（じつやま つよし）
声 - 辻村真人
篠原重工常務、八王子工場長。
遊馬を育てた人物。遊馬に対しては敬称づけで呼ぶなど終始大人しい物腰で接しているが、事実上の育ての親であるため遊馬は「じっちゃん」と呼んでおり、実の親子のように打ち解けた間柄。当然、一馬とも古い付き合いである。真面目で会社を大切にする昔気質の技術者であると同時に情にも篤い好人物で、実家の不正を追及しようとする遊馬との間で苦しんでいることもある。
実山 高志（じつやま たかし）
篠原重工の社員（主任）。「じっちゃん」こと実山剛の息子で、「高志さん」の愛称で遊馬に呼ばれている。
父と同じくエンジニアとしての気概は強い。
帆場 暎一（ほば えいいち）
篠原重工ソフト開発部のプログラマー。推定30歳。天才的なプログラミング能力を持ち、彼が開発し同社の社運を賭けた新システムHOSは、レイバーの性能を30%以上向上させる。
劇場版1ではHOSにコンピュータウイルスを仕掛けた後、同僚たちの目前で方舟より投身自殺した。映像中では帆場の容姿ははっきりとは描かれていない。自分の経歴をほぼすべて抹消しているため、犯行計画や実行に移した動機も不明のままである。記録では、1997年、MIT留学から帰国直後に篠原重工へ入社し、その後26回、廃墟同然のボロアパートを転々としている。鳥を飼っては転居する毎に外に放しており、松井たちが捜査する上で徐々に異常性を垣間見ることになる。また、自身の名前からとった「E.Hoba」とエホバを捩り、HOSをはじめとする、自身が関わったもの全てに旧約聖書の一節を引用し、捜査結果を聞いた後藤は大学時代の「とある出来事」の時から長い時間を要して虎視眈々と計画を練っていたと推察、松井も転居先全てが一連のレイバー暴走事件の現場近くで、最初から計画のために転居していると確信し「真っ黒」と評している。
漫画版ではソフトウェア部門の部長。古柳教室の異端児と呼ばれ、ソフトウェアの力でハードウェアの力を最大限に引き出す、ということをモットーに研究していたことが同じ古柳教室だったシャフト土浦研究所の磯口、森川の口から語られている。漫画版では劇場版1の事件は発生しておらず、2000年以降も存命で全身も描かれている。
劇場版ではアメリカ留学中は「E.HOBA」から「エホバ」のニックネームで呼ばれていたことが語られており、更には「エホバは間違った呼び方で、本来はヤハウェと呼ぶのが正しい」との指摘があったことが作中で言われている。
宇垣（うがき）
漫画版に登場。自社のM&Aを主導し篠原重工への売却と同時に同社の取締役に就任している。売却した会社は、SHNTECとしてHOSの開発を行っており、今も実権を握っている。宇垣はエンジニア上がりだが、職人気質の実山高志が辟易するほどの商魂たくましさで、シャフトの劉極東マネージャーに新システムHOSを売り込み、シャフト・エンタープライズ・ジャパンの平光専務と事業提携を推進した。

## 四菱グループ
藤倉 征四郎（ふじくら せいしろう）
四菱グループ会長。
漫画版に登場。自ら「人種差別主義者」と呼ぶほど外国人労働者を嫌っている労働鎖国主義者だが、日本人なら優遇するというわけではなく合理化主義を推し進め、現場や下請けを圧迫している。年明け早々からレイバーをフル稼働させるような指示を出すなど、遊馬からは「特車二課じゃあるまいし」と批判されている。
非常に感情的な人物であり、労働者を説得する時に逆に悪口雑言を投げつけたり、いずも2号を盗んだ犯人の寒川に暴力をふるったりしている。後藤曰く「根がものすごく正直な人」。
「いずも計画」を推進する「レイバー産業振興協会」の会長も務めていたが、いずも2号の盗難事件を受け、協会会長を引責辞任した。その後会長職を引き継いだのは篠原一馬である。また、「週刊パトス」の記者の梶川に、これ以上篠原重工と政界との癒着疑惑の深追いをしないように忠告もしており、この忠告の後、梶川は疑惑追及をやめている。
モハメッド・アドルース
漫画版に登場。四菱グループの留学生で「いずも計画」にも参画する優秀な技術者。日本語も流暢に話す。しかし藤倉会長の意向の元、しばらく「いずも計画」から外れ、工事現場での整備責任者をしていた。いずも2号の盗難事件で藤倉の偏見により犯人と疑われるが、事件後はいずも計画の設計室に復帰した。
寒川（さむかわ）
漫画版に登場。モハメッドの元同僚。「いずも計画」で設計を担当している。実家は四菱グループの下請けで部品製造工場を営んでいたが、藤倉会長の超合理化方針の影響で倒産している。その復讐のために新型レイバーの「いずも2号」を盗み出し、それをネタに藤倉会長を脅迫した。
古柳（ふるやなぎ）
漫画版に登場。四菱重工の技術顧問。かつては城南工大研究室にて「多足歩行の制御」研究をしており、その研究からレイバーシステムが生み出された。バビロン工区で後藤にASURAシステムの存在を伝えた。
グリフォンの動きを「美しい」と評したが、最終巻ではそのためのASURAシステムが機体に無理を強いたことをテレビでコメントしていた。

## 東都生物工学研究所
栗栖 敏郎（くりす としろう）
声 - 穂積隆信
東都生物工学研究所（劇場版では東都生物医学研究所）所長。61歳。
持病があり薬を服用している。ニシワキセル研究の第一人者であり、西脇博士とは南極探検や研究所設立を共に行っている。廃棄物13号に深く関わっているが、岬冴子の手によってヒトがん細胞が組み込まれたことは関知していなかった。
13号の正体が警察に露見した際には、13号を抹殺するために細胞の自己崩壊を起こすウイルスを作成する。その後、漫画版では研究資料を米軍に回収された上に冴子の廃棄物13号を庇う行動に心身共に疲弊して倒れ、以後は入院状態が続く。劇場版3ではウイルスを石原一佐に手渡した後、海外へのチケットを渡されて暗に身を隠すよう促される。
西脇 冴子（にしわき さえこ）
声 - 田中敦子
東都生物工学研究所主任研究員。
ニシワキ・セルを発見した西脇順一博士の娘。漫画版および劇場版3に登場。
漫画版では、廃棄物シリーズの研究の功績が、元々は父・順一のものであることから、生き延びた廃棄物13号に強いこだわりを持ち、その命を助けようと奮闘するが、ケガが原因で記憶喪失となり、しばらく後に失踪する。
劇場版3では、東京都武蔵野市出身で世田谷区のマンションに住んでいる。色白で長い髪の美人。研究所に主任として勤務する傍ら、アルバイトで大学の講師も務めている。同じ研究室に所属していた岬晃一と結婚し娘を儲けたが、夫とは3年前に事故で死別し、娘も病死している。娘に対して異常なほど執着しており、娘の癌細胞とニシワキセルの合成生物13号を育成する。秦に対し好意と信頼を寄せており、娘のビデオテープを託す。
冴子の最後については、中々決定されずスタッフ内で割れたとされる。特に出渕裕が記憶喪失になる案を押し、初校では重傷を負うものの生存する最後となっていた。
また漫画版では父への想いによる復讐心や研究者としての好奇心が事件に関与する最大の要因だが、本作品では娘への執着のみに集約されており、行動範囲の面でも差がある。漫画版では廃棄物シリーズの研究を巡り研究所と対立したり全面的な発表にすら踏み切ろうとしていたが、本作品では栗栖に13号への関与を指摘されると雲隠れするなど消極的で薄幸のヒロインとしての側面が強い。
宮ノ森 静夫（みやのもり しずお）
声 - 拡森信吾
東都生物工学研究所研究員。
漫画版および劇場版3に登場。漫画版では、特車二課に匿名で忠告の電話をかけるなど、比較的協力的な姿勢を見せる。
劇場版3では、廃棄物13号について岬冴子に指示を出したり、墜落した航空機が積んでいた貨物の納入先であるダミー会社のオーナーであったりと一連の陰謀に深く関わっている。
西脇 順一（にしわき じゅんいち）
元東都生物工学研究所第一研究室室長。
冴子の父。廃棄物シリーズの基礎となるニシワキ・セルを発見する。漫画版および劇場版3において言及される。漫画版では癌による病死、劇場版では事故死をしたとされている。
岬 一美
声 - 鈴木里彩
冴子の娘。父親が事故死した後、半年も経たないうちに小児性の癌で入院するが、6歳で他界。彼女の細胞の一部はサンプルとして母親冴子の手に残された。

## 報道関係者
桜山 桃子（さくらやま ももこ）
声 - 林原めぐみ 他
テレビアニメ版、新OVA版に登場。SNS 全日本テレビに所属する、安全ヘルメットがトレードマークの突撃レポーター。どんな困難でも物ともせず、自分のレポートを貫くが、周りの状況はあまりよく考えないで行動する、自称「戦うレポーター」。テレビアニメ版第6話のゲストキャラとして初登場して以降、34話、40話、43話と度々登場し、その個性的な活躍がクローズアップされた。また、声優は異なるがテレビアニメ版15話、劇場版3にもワンカット登場している。
梶川 誠（かじかわ まこと）
漫画版に登場。週刊パトスの記者。篠原重工社長篠原一馬と武石元通産大臣の繋がりを洗い出す。
音喜多 弘市（おときた こういち）
漫画版に登場。TTV"ニュースチェイス"担当ディレクター。内海により情報を得、グリフォンに関する取材を開始する。グリフォンによる特車二課襲撃を生中継する。
ろくちゃん
テレビカメラマン。名前は明らかにされていないが、漫画や劇場版などあらゆるところに顔を出している。音喜多とも行動を共にする。イングラム1号機とグリフォンの初対戦の際に太田に取り押さえられている。

## 芸能関係者
松本 加奈（まつもと かな）
声 - かないみか
テレビアニメ版に登場。国民的なアイドルで警察のキャンペーンのために特車二課に一時入隊し、レイバーの操縦の講習を受けることになる。
自分をボクと呼ぶいわゆる僕っ娘で天真爛漫かつ無邪気な性格だが、初搭乗した一号機をいきなり転倒させるなど周囲をヒヤヒヤさせる行為も多く、特に彼女の世話役になった野明は前述の転倒のこともあり迷惑がっていた。
操縦のセンス自体は決して悪くなく、一号機転倒の時もとっさに防御行動に移るなど香貫花にはそのセンスを認められており、自分と間違えられて誘拐された野明を救出する際には、一号機を操って主犯を捕まえている。
太田および整備班の面々が大ファンのアイドルでもあり、彼女が特車二課に来た時には整備班は見事な連携で、太田は花束とハチマキを巻いて出迎えていた。
当の本人は一号機を転倒させたことに関して、自分を毅然と諌めた野明に対して強い好意を抱き、それを憚ることなく『愛』と明言しており、同時に他者間の『愛』に関しても意外と鋭いところを見せた。
伏木 渡（ふせぎ わたる）
漫画版11巻に登場。野明がファンのロックシンガー。部屋にもポスターを貼っている。「TOKYOシティコップ」2時間スペシャルにゲスト遠山次郎役で出演している。その撮影現場で、警備に来ていた野明に一声かけ、野明を喜ばせた。
成瀬 了（なるせ りょう）
漫画版11巻に登場。モデル上がりの俳優で人気ドラマ「TOKYOシティコップ」の主演を務める。恰好付けの癖に危険なシーンはスタント任せにしようするなど我侭で、なおかつ常に一言多く、周りを不機嫌にさせることも多い。俳優としては監督からも匙を投げられるほどの大根だが、世間の人気は高く福島課長の2人の娘も彼のファンである。ドラマの撮影のためにレイバーの免許を取得するが、彼に恨みを持っていた仁藤の策略でドラマの撮影現場で乗っていたレイバーが暴走し、特車二課に助けられる。プロフィール上は東京出身だが実は山形の出身で、子供のころはかなりのいじめっ子だった。
矢作 誠吾（やはぎ せいご）
漫画版11巻に登場。俳優。「TOKYOシティコップ」の長部茂（通称シゲさん）役。熊耳武緒は彼のファンであり、太田は「シゲさん」を警官の鑑として尊敬しているが、矢作はあくまでもドラマの中の警察官（刑事）であるにもかかわらず、太田は敬礼し、その光景を見た他の隊員たちを呆れさせ、後藤も「俺、普段あんなに尊敬されたことないのに」と呟いている。私生活では、逃げられた奥さんが最近戻ってきたらしい。
高辺 正典（たかなべ まさのり）
漫画版11巻に登場。俳優。あだ名は「ポチ」。「TOKYOシティコップ」の久保田進役。野明にとって、ドラマの中では一番のお気に入りの俳優。
森村 聡子（もりむら さとこ）
漫画版11巻に登場。俳優。「TOKYOシティコップ」の浅井弘絵役。遊馬のごひいきである。
黒沢 要次郎（くろさわ ようじろう）
漫画版11巻に登場。俳優。「TOKYOシティコップ」の大賀係長役。野明からは後藤と比べて階級が同じ位なのに貫禄がありすぎると言われている。
仁藤（にとう）
漫画版11巻に登場。「TOKYOシティコップ」のセカンド助監督。同業者には「カズ」と呼ばれている。成瀬とは同郷で、幼少のころに成瀬にいじめられていた（+当時好きだった女の子を取られた）ことに対する復讐のために、レイバーを暴走させるOSを手に入れる。本人はあくまで了に泣きを入れさせる程度の気持ちだったため、ロケ地である揚水実験場を狙ったテロの共犯かと言われた際には暴露している。
蒲原 渉平（かんばら しゅうへい）
漫画版11巻に登場。黒沢プロ所属のプロデューサーで「TOKYOシティコップ」担当。冗談を言うも、後藤に受け流される。

## アメリカ合衆国
マイヤー
漫画版でのアメリカ合衆国大統領。通称「外圧魔王」。訪日し、第二小隊も警護にあたったが、実は影武者だった。訪日した際の会談相手は山田首相。
バッケンジー
漫画版の"廃棄物13号編"に登場するアメリカ軍人。階級は大佐。
劇場版3にもこのキャラクターを基にした「大佐」なる人物が登場するが、片目を覆ったアイパッチ仕様の眼鏡をかけ、漫画版よりも幾分初老の姿で、セリフは無く冷酷で無慈悲な存在として描かれている。漫画版の大佐は「単刀直入」を「短刀を直輸入」と間違えて話すなど、どこか愛嬌のある人物として描かれている。
マーク・フォレスト
漫画版に登場。アメリカ軍人で階級は軍曹。陸上自衛隊との極秘演習中にEX-13（2号機）を操縦していたがグリフォンによって倒される。
トム
漫画版に登場。アメリカ軍人。極秘演習中にEX-13（1号機）に搭乗していたが、マークとともにグリフォンによって倒される。
ブレディ警部
漫画版に登場。香貫花・クランシーと共に来日したニューヨーク市警のベテラン刑事。子供は5人と大家族らしく、香貫花が帰国後に特車二課に送った手紙の中には、彼がバドを養子にして育てると書かれていた。本人は子供が1人増えても親としての育てるのは変わらないと語っており、その手紙の内容を聞いた遊馬は「立派な大人だ」と感激していた。
マイケル・パッケンジー
アメリカ陸軍の大佐。劇場版3に登場。石原と同じく廃棄物シリーズ研究のスポンサーであり研究所は勿論、墜落機の引き上げ時、そして13号が処分される場面などにも立ち会っている。

## テロリスト
伊藤 イネ（いとう イネ）
声 - 太田淑子
初期OVA第2話に登場。「仕掛けのイネ」の異名を持つ72歳の老婆。爆発物取締法違反などで国際手配中。前科22犯。
ニューヨーク市長来日を狙い、東京都庁前の中央公園に警視庁の移動指揮車に偽装した時限式ランチャーを設置する。篠原が一度顔を合わせているが、手配書に目を通していなかったばかりに見逃してしまう。
森友 雄一（もりとも ゆういち）
声 - 千葉繁
初期OVA第7話に登場。環境テロ組織「海の家」のシンパ「地球防衛隊独立愚連隊」の構成員で、コードネームは「南海の怒り」。SEEが密輸したTYPE-7「ブロッケン」を奪取し、第3国へ送ろうとした。
トレーラーの中で仮眠を取っていたようで、浅沼からトレーラーを乗り逃げしたおっちゃんを訝しむも、季節労働者と知ってからは一方的に「同志」として扱い、ブロッケンを港まで届けてくれるよう託した。
浅沼（あさぬま）
声 - 辻谷耕史
初期OVA第7話に登場。森友の同志でタイプ7を乗せたトレーラーの運転手。用を足しにガソリンスタンドに寄った際、何者かにトレーラーを奪われる。直後、通りかかった警察官が事情を聴こうとした際に逃走しようとしたため取り押さえられる。
犬走 一直（いぬばしり いっちょく）
声 - 佐藤政道
テレビアニメ版に登場。テロ組織「海の家」の構成員で、前科数犯の強者。無計画な行動が多いが、手錬れの公安官を軽くいなすほどの凄腕を誇る。酒田港に密かに入港したソ連製軍用レイバーXR-99を奪取しようとするがソビエト軍人の亡命とタイミングが重なり、負傷して失敗。XR-99を駆ってソビエト軍人への報復に打って出る。激戦の末に隙を突いて勝利するも共闘する格好となった野明の搭乗する1号機の隣にいたがために逮捕されるという結末を迎える。のち、同志である猿滑の手によって保釈された。
猫渡 銀二（ねこわたり ぎんじ）
声 - 吉村よう
テレビアニメ版に登場。犬走と同郷の出身で、逮捕された犬走の釈放および2人一緒にハワイに高飛びすることを望んで離陸前にハイジャック事件を起こすが、たまたま隣席に同乗していた香貫花の活躍で失敗に終わり、犬走と一緒にハワイに行くことを諦め切れないまま御用となる。気弱だが仁義に篤く、素人ながら猫のような身のこなしと意外に強い腕っぷしで立ち回る。また、細目であるせいか目つき自体も鋭い。その後、犬走と同時に猿滑の手によって保釈された。
猿滑 三吉（さるすべり さんきち）
声 - 土師孝也
テレビアニメ版に登場。多くのテロリストのシンパを務める知能犯。1996年に犬走と共に霞ヶ関ビル爆破予告事件を起こしたが、時限装置の不具合で失敗する。その後、逮捕された犬走や猫渡の保釈に協力し、レイバーを使ったキャッシュディスペンサー強盗を3人で繰り返した。哲学書を好み、先人の名言を引用する癖がある。そして3年前のリベンジとばかりに再び霞ヶ関ビルに狙いを定めるも、因縁の相手である後藤に裏をかかれ犯行は失敗に終わる。最後は何とか逃走に成功し、犬走と猫渡に別れを告げ、姿を消した。

## その他
平田（ひらた）
声 - 小川真司
初期OVA第3話に登場。平田生物工学研究所所長で、右目に眼帯をしているマッドサイエンティスト。
パンスペルミア説に着目し、大好きなしめサバ定食を我慢し、婚期を逸しつつ研究に没頭する。10年の歳月をかけた研究の結果、4億5千万年前の地層で発見された炭素質コンドライトの中に生きた有機物を発見、最終的にその説を実証する。しかし、隕石に付着した有機物を進化させ続けた結果、進化することを学習してしまったそれに恐怖を抱き、東京湾に捨ててしまう。
ブチ山剛造（ブチやま ごうぞう）
声 - 宮内幸平
初期OVA第4話に登場。教習所の湖畔の土産物屋「なかよし」の主人。遊馬とは教習所時代から懇意にしていたが、養成学校での幽霊騒ぎに協力し、存在しない少女の死亡事件について語る。
劇中で名前が明かされているが、スタッフロールでは遊馬による呼び名「爺さん」とだけクレジットされている。またアニメ版のぶち山・劇場版2のブチヤマ・実写版の淵山義勝と同性だが、劇中特に関係は語られない。
名前の表記はNetflix配信版の字幕による。
後藤 真帆子（ごとう まほこ）
声 - 兵藤まこ
初期OVA第4話および小説版に登場。後藤の姪で、養成学校での幽霊騒ぎに協力し、死亡した少女を演じる。
オッチャン（姓名設定なし）
声 - 吉村よう
初期OVA第7話に登場。季節労働者。産気づいた妻のいる新潟に向かうため、森友・浅沼の乗るトレーラーを盗み出す。一度はブロッケンに乗り込んだまま逃亡するが、自分を見逃してくれた特車二課への義理を返すべく、軍用レイバーを戦闘行為可能な状態で持ち込んだ事実を隠蔽しようとしたシャフト社のレイバーと戦うイングラムに加勢した。
崎宮 駿（さきみや はやお）
声 - 渡部猛
テレビアニメ第29話に登場。上海亭の店主。
土方、島崎（正式な姓名設定なし）
テレビアニメ第38話の終盤に東京湾埋立地で働く季節労働者としてワンカットのみ登場。ランニングシャツに首からタオル掛けをしており、正面中央に春風組（春風高校土木研究会）を表す「春」と書かれた作業ヘルメットを被っている。両名ともゆうきまさみ作品である『究極超人あ〜る』からのモブキャラクター。
冷やしタヌキの政（ひやしタヌキのまさ）
声 - 中田譲治
新OVA版第10話に登場。記憶喪失になった太田が街中をさ迷っているところを見かけ声をかけた、元・立喰い師。季節問わず冷やしタヌキを注文しては品物に難癖をつけては代金を踏み倒すことを重ねていたが、「マッハ軒」でいつものように無銭飲食をしようとしたところに駆けつけた交番勤務時代の太田に逮捕され説教されたため更生した。所在なさげな太田の身を案じて自分のところへ来ないかと誘うが、面倒ごとに巻き込みたくないと断られる。押井守作品の『立喰師列伝』からのゲストキャラクター。